# クロスロード (UNICORNのアルバム)
『クロスロード』は、日本のロックバンド、UNICORNの17作目のオリジナル・アルバム。2023年11月15日発売。発売元はKi/oon Music。

## 解説
約2年ぶりのオリジナル・アルバム。初回生産限定盤（CD+Blu-ray Disc）、通常盤（CD）、完全生産限定アナログ盤が存在する。
初回生産限定盤は特殊パッケージの仕様になっており、Blu-ray Disc「MOVIE 41「クロスロード」Recording Document」が収録されている。
「過去楽曲のセルフオマージュ」、「明るい曲」という2つのコンセプトをもとにメンバーが1曲づつ持ち寄り、これにタイアップ書き下ろしの「アルカセ」を追加した全11曲を収録。ミーティングの中で「この世で一番明るい曲は西城秀樹さんの交差点で100円拾う曲だ」ということになり、アルバムタイトルが「クロスロード」になった他、いくつかの楽曲に「交差点」というキーワードも入ることになった｡アルバムのCMにはとにかく明るい安村が起用されている。
本作のリリースに先駆けて2023年10月11日に収録曲のうち「ネイビーオレンジ」「米米夢」「オラ後半戦いくだ」「モッカ幸せ」「OAW!」のAIボーカル版を収録したEP「ええ愛のメモリ」を配信限定でリリースした。「ええ愛のメモリ」リリースにあたっては漫画「宇宙兄弟」とコラボレートしたスペシャルムービーが制作されYouTubeで公開された。

## リリース履歴
1. 2023年11月15日リリース。初回生産限定盤（CD+Blu-ray Disc）、通常盤（CD）
2. 2023年12月20日リリース。完全生産限定アナログ盤

## 収録曲

### CD盤
| 全編曲: UNICORN。 |                          |            |            |            |       |
| #                 | タイトル                 | 作詞       | 作曲       | ボーカル   | 時間  |
| 1.                | 「クロスロード」         | 奥田民生   | 奥田民生   | 奥田民生   | 3:01  |
| 2.                | 「OAW!」                 | ABEDON     | ABEDON     | ABEDON     | 4:19  |
| 3.                | 「アルカセ」             | 奥田民生   | ABEDON     | 奥田民生   | 5:04  |
| 4.                | 「米米夢」               | EBI        | EBI        | EBI        | 3:05  |
| 5.                | 「モッカ幸せ」           | 川西幸一   | 川西幸一   | 川西幸一   | 2:23  |
| 6.                | 「オラ後半戦いくだ」     | 手島いさむ | 手島いさむ | 手島いさむ | 3:36  |
| 7.                | 「オカゲサマ」           | 手島いさむ | 手島いさむ | 手島いさむ | 2:39  |
| 8.                | 「バイカーズパラダイス」 | EBI        | EBI        | EBI        | 2:54  |
| 9.                | 「1万トンバース」        | 川西幸一   | 川西幸一   | 川西幸一   | 2:48  |
| 10.               | 「ネイビーオレンジ」     | 奥田民生   | 奥田民生   | 奥田民生   | 3:20  |
| 11.               | 「100年ぶる〜す」        | ABEDON     | ABEDON     | ABEDON     | 3:51  |
| 合計時間:         | 合計時間:                | 合計時間:  | 合計時間:  | 合計時間:  | 37:00 |

## 曲解説
1. クロスロード
作詞・作曲：奥田民生
ミュージックビデオが制作されている。
2. OAW!
作詞・作曲：ABEDON
タイトルの読み方は"おわ!"。
「WAO!」のセルフオマージュ楽曲。
先行配信『ええ愛のメモリ』にAIヴォーカル版が収録された。
11月1日、先行配信リリース。
ミュージックビデオが制作されている。
3. アルカセ
作詞：奥田民生、作曲：ABEDON
2024年4月公開の映画『あまろっく』主題歌。
ミュージックビデオが制作されている。
4. 米米夢
作詞・作曲：EBI
タイトルの読み方は"マイ・アメリカン・ドリーム"。
「米米米」のセルフオマージュ楽曲。
先行配信『ええ愛のメモリ』にAIヴォーカル版が収録された。
5. モッカ幸せ
作詞・作曲：川西幸一
「ロック幸せ」のセルフオマージュ楽曲。
先行配信『ええ愛のメモリ』にAIヴォーカル版が収録された。
6. オラ後半戦いくだ
作詞・作曲：手島いさむ
「デーゲーム」のセルフオマージュ楽曲。
先行配信『ええ愛のメモリ』にAIヴォーカル版が収録された。
7. オカゲサマ
作詞・作曲：手島いさむ
8. バイカーズパラダイス
作詞・作曲：EBI
9. 1万トンバース
作詞・作曲：川西幸一
10. ネイビーオレンジ
作詞・作曲：奥田民生
「Maybe Blue」のセルフオマージュ楽曲。
先行配信『ええ愛のメモリ』にAIヴォーカル版が収録された。
11. 100年ぶる〜す
作詞・作曲：ABEDON

## 演奏
- ABEDON
  - Vocal (#2.11)
  - Chorus (#1.4.7.8.10)
  - Keyboards (#1.3.5.8.10.11)
  - Acoustic Piano (#1.2.3.6.8.11)
  - Slide Whistle (#1)
  - Electric Guitar (#2.9)
  - Bass (#4)
  - Hand Clap (#5)
  - Trumpet (#7)
  - Organ (#10)

- EBI
  - Bass (#1.2.3.5-11)
  - Vocal (#4.8)
  - Chorus (#1.2.5.7.11)
  - Hand Clap (#5)

- 奥田民生
  - Vocal (#1.3.10)
  - Chorus (#2.4.6.7.8.11)
  - Electric Guitar (#1.3.4.6.7.10.11)
  - Acoustic Guitar (#2.6.11)
  - Cowbell (#2)
  - Tambourine (#3)
  - Drums (#5.9)
  - Hand Clap (#5)
  - Sitar (#6)
  - Sax (#7.8)

- 川西幸一
  - Drums (#1.2.3.4.6.7.8.10.11)
  - Vocal (#5.9)
  - Chorus (#1.2.4.7.8.11)
  - Hand Clap (#5)

- 手島いさむ
  - Electric Guitar
  - Vocal (#6.7)
  - Chorus (#1.2.4.7.8.11)
  - Hand Clap (#5)

- DONちゃん：Chorus (#11)